# رشید تیبرکانین
رشید تیبرکانین (انگلیسی: Rachid Tiberkanine؛ زادهٔ ۲۸ مارس ۱۹۸۵) بازیکن فوتبال اهل مراکش است.
از باشگاه‌هایی که در آن بازی کرده‌است می‌توان به باشگاه فرهنگی ورزشی دبی، باشگاه فوتبال لفسکی صوفیه، باشگاه فوتبال بایر ۰۴ لورکوزن، باشگاه فوتبال المپیک خریبکه، باشگاه ورزشی الفجیره امارات، و باشگاه فوتبال آژاکس آمستردام اشاره کرد.
وی همچنین در تیم ملی فوتبال مراکش بازی کرده‌است.